# Warhammer 40,000 Roleplay

Le nom Warhammer 40,000 Roleplay (abrégé WH40KRP) désigne des jeux de rôles futuristes édités initialement par Black Industries, puis par Fantasy Flight Games (FFG) et Edge pour la version française. Se déroulant dans l'univers de Warhammer 40,000, les jeux utilisent le système de la seconde édition du jeu de rôle Warhammer Fantasy Roleplay, à quelques altérations près, notamment au niveau du système de carrières.

## Historique de la gamme
Après avoir été prévu pour les 20 ans de Warhammer 40,000 en 2007, le premier jeu, Dark Heresy, a été repoussé au mois de février 2008 pour sa sortie en anglais. Pour faire patienter les fans, un scénario de démonstration est alors disponible sur le site internet de Black Industries, sous le nom de Shattered Hope (« Espoir Brisé » en français).
Après avoir annoncé le 28 janvier 2008 l'arrêt de la gamme avec la sortie de Disciples of the Darks Gods en septembre, l'éditeur a annoncé par la suite que tous les droits concernant Warhammer Fantasy et Warhammer 40,000 Roleplay ont été transférés à Fantasy Flight Games, qui continue à publier Dark Heresy. Une seconde édition fut disponible en 2014.
Il existe cinq  versions principales de WH40KRP, développées au tourant des années 2000-2010 :
- Warhammer 40,000 Roleplay: Dark Heresy[4] : 2008 ; seconde édition[5] : 2014
- Warhammer 40,000 Roleplay: Rogue Trader'[6] : 2009
- Warhammer 40,000 Roleplay: Deathwatch[7] : 2010
- Warhammer 40,000 Roleplay: Black Crusade[8] : 2011
- Warhammer 40,000 Roleplay: Only War[9] : 2012.

### Suites
Après que FFG se soit vu retirer les droits pour l'univers de Warhammer 40 000, deux autres versions de jeux de rôle ont été développées dans le même univers : Wrath & Glory et Imperium Maledictum, traduits en français par Khaos Project.

### Inspirations
Le modèle du jeu de rôle Warhammer 40 000, développé par FFG, a servi de coup d'essai pour le jeu de rôle Star Wars : celui-ci reprendra la même logique d'édition, avec un seul univers décrit en plusieurs gammes (4 à ce jour) partageant la même mécanique de jeu générale.

## Univers
Warhammer 40,000 Roleplay reprend les codes de l'univers du jeu de figurines Warhammer 40,000. L'intrigue prend place dans différentes régions de la Voie Lactée, pour la plupart inédits dans cet univers, chacun étant introduit dans une gamme différente :
- Dark Heresy, première gamme par ordre de parution, se déroule dans le Secteur Calixis, une zone du Segmentum Obscurus conquise par le Seigneur Militant Angevin un millénaire plus tôt, voisine des secteurs connus Ixanad et Scarus.

- Rogue Trader se passe dans les Étendues de Koronus, une portion mal cartographiée de l'espace, jamais annexée par l'Homme, et jouxtant le secteur Calixis.

- Deathwatch se déroule quant à lui au sein de la Marche de Jéricho, un secteur impérial perdu situé à l'autre bout de la galaxie, non loin de l'Empire Tau et menacé par les Tyranides, théâtre d'une croisade impériale en cours.

- Black Crusade présente le Vortex Hurlant - une immense tempête Warp dont les tentacules s'étendent sur le secteur Calixis, l'Étendue de Koronus et la Marche de Jéricho. Le Vortex Hurlant est une anomalie spatio-temporelle déchaînée, dont le cœur bouillonnant vibre selon les règles anarchiques du Chaos.

## Gammes
Warhammer 40,000 Roleplay se décompose en cinq gammes qui se concentrent chacune sur un aspect différent de l'univers du jeu. Les trois gammes utilisant le même système elles sont entièrement compatibles, à ceci près que la puissance et les responsabilités des personnages va croissante d'une gamme à l'autre: ainsi en termes de puissance un personnage de rang 1 à Rogue Trader équivaut approximativement à un personnage de rang 5 à Dark Heresy.
- Dark Heresy : Le premier livre est centré sur les acolytes de l'inquisition pour un style de jeu constitué principalement d'enquêtes, sur un fond teinté d'horreur et de manipulations.
- Rogue Trader : Le deuxième livre est basé sur les Rogue Trader, des conquistadors spatiaux, pour des intrigues privilégiant la découverte et la gestion d'empire. Contient des systèmes de jeu permettant de simuler les combats de vaisseaux spatiaux, les interactions sociales en fonction du facteur d'influence du groupe de personnages, les pouvoirs psychiques, la folie et la corruption des personnages.
- Deathwatch : Le troisième livre est sur la Deathwatch de l'Ordo Xenos, un groupe de Space Marines triés sur le volet qui sont là pour combattre les extra-terrestres, les étudier, faire des actions commando, etc. Celui-ci est clairement orienté combats dans une ambiance qui se veut épique.
- Black Crusade : Vous incarnerez cette fois tout ce dont vous cherchiez à détruire dans les premiers, un disciple des Dieux Sombres, que ce soit un Space Marine du Chaos ou un serviteur corrompu.
- Only War : Ce dernier opus vous permet de rejoindre les forces humaines de l’Empereur-Dieu au sein de la Garde Impériale, l'armée de base de l'Imperium.

« Un facteur commun entre Dark Heresy, Rogue Trader et Deathwatch est le Chaos, l'antagoniste omniprésent en grande partie responsable de ce qui définit cette mise en immersion. Mais avec Black Crusade, les joueurs peuvent explorer cet univers passionnant avec une toute nouvelle perception. »

## Système
Très proche de celui de la première édition du jeu de rôle Warhammer, il repose entièrement sur l'utilisation de dés à dix faces, la plupart du temps deux, mais il arrive que le joueur en lance plus, lors de dégâts très importants, par exemple. 
Les personnages ont un profil de base de 9 caractéristiques, allant de 1 à 100. La valeur des dizaines dans chaque caractéristique a son importance, elle est appelée bonus de caractéristique. Elle sert à chaque fois qu'une utilisation de cette caractéristique peut être quantifiée : le Bonus de Force augmente les dégâts en mêlée, le Bonus en Agilité indique de combien de mètres le personnage peut sauter, etc. (à la manière du "dé de qualité" de INSMV). 
La valeur de chaque caractéristique, pour un humain normal, se situe en moyenne, au départ, aux alentours de 31, bien que divers facteurs, comme le lieu de naissance du personnage, peuvent modifier cette valeur.
La résolution des actions du personnage se déroule de la manière suivante :
- Faire un jet de pourcentage : jeter deux dés, l'un représentant les dizaines, l'autre les unités, donnant une valeur entre 1 et 100.
- Ajouter les bonus et malus associés à l'action.
- Comparer le résultat final à la caractéristique appropriée du personnage. Une valeur égale ou inférieure indique un succès, une valeur supérieure un échec.

Pour la plupart des actions, la différence entre le jet et la caractéristique, comptabilisé en degrés de réussite/d'échec, permet au MJ d'ajuster le résultat de l'action. Il existe aussi une notion d'échec partiel, qui concerne les échecs à quelques points près (par défaut, un échec de moins de points que le bonus de caractéristique concerné). Dans ce cas, le MJ peut nuancer l'échec avec un avantage, un effet secondaire ou un "lot de consolation".

## Carrière
Contrairement à son équivalent médiéval-fantastique, les jeux de rôle W40K utilisent un système de carrières similaire au système de classes présent dans d'autres jeux de rôle. Pour évoluer dans leur carrière, les joueurs doivent dépenser des points d'expérience (XP) afin d'acquérir talents et compétences, ou améliorer leurs caractéristiques. Les compétences et talents disponibles dépendent de la carrière et du rang atteints dans celle-ci.

### Récompenses
Warhammer 40K a reçu le Grog d'or 2008, décerné par le Guide du Rôliste Galactique.